# Deutscher Reiter- und Fahrerverband
Der Deutsche Reiter- und Fahrerverband (DRFV) ist ein Verband zur Förderung aller Disziplinen und Belange des modernen Reit- und Fahrsports in Deutschland. Er ist Mitglied der Deutschen Reiterlichen Vereinigung (FN).
Der DRFV geht auf den „Turnierreiter- und Fahrerverband“ zurück, der 1914 vor dem Ersten Weltkrieg gegründet wurde und ab 1919 unter dem Namen „Turnierreiter- und Fahrerverband“ weitergeführt wurde.
1949 wurde er nach dem Zweiten Weltkrieg unter dem Namen Amateur-Reiter- und Fahrer-Verbande neu gegründet. Am 30. Mai 1950 wurde der Verband zum „Deutschen Reiter- und Fahrerverband“ umbenannt.
Er wird ehrenamtlich geführt. Zu den bisherigen Präsidenten zählen Max von Holzing-Berstett, Benno von Achenbach, Werner T. Schaurte, Edwin von Rothkirch und Trach, Hans Joachim Köhler, Gustav Rolf Pfordte, Kurt Capellmann und Wolfgang Brinkmann.
Das Mitteilungsorgan des DRFV ist die Zeitschrift St. Georg.
Der DRFV vergibt jährlich den Journalistenpreis Das silberne Pferd und den Fotografiepreis Silberne Kamera.

## Fachgruppen
- Bundesvereinigung der Berufsreiter (BBR) für Berufsreiter und -ausbilder, 2024 rund 4600 Mitglieder[6]
- Amateurausbilder[7]
- Vielseitigkeit / Club Deutscher Vielseitigkeitsreiter[8]
- Springen / Club Deutscher Springreiter[9]
- Amateur Springreiter Club Deutschland[10]
- Dressur[11]
- Fahren[12] und Traditionsfahren[13]
- Schleppjagd (Jagdreiten)[14]
- Gesundheitssport mit Pferd[15]